# Commelina suffruticosa
Commelina suffruticosa är en himmelsblomsväxtart som beskrevs av Carl Ludwig von Blume. Commelina suffruticosa ingår i släktet himmelsblommor, och familjen himmelsblomsväxter. Inga underarter finns listade.